# Western Kangaroo Island Marine Park
Western Kangaroo Island Marine Park är en park i Australien. Den ligger i delstaten South Australia, omkring 220 kilometer sydväst om delstatshuvudstaden Adelaide.
Trakten är glest befolkad. Det finns inga samhällen i närheten.
Genomsnittlig årsnederbörd är 825 millimeter. Den regnigaste månaden är juni, med i genomsnitt 149 mm nederbörd, och den torraste är januari, med 26 mm nederbörd.